# デジリハ
株式会社デジリハは、東京都世田谷区に本社を置く、医療系スタートアップ企業。
ゲーミフィケーションとセンサーを活用した新しいリハビリテーションツール「デジリハ（Digital Interactive Rehabilitation System）」を開発・提供している。
2021年4月に代表取締役の岡勇樹により創設された。